# Epsom Provincial Park
Epsom Provincial Park är en park i Kanada.   Den ligger i provinsen British Columbia, i den södra delen av landet, 3 400 km väster om huvudstaden Ottawa. Epsom Provincial Park ligger 275 meter över havet.
Terrängen runt Epsom Provincial Park är kuperad åt nordost, men åt sydväst är den bergig. Epsom Provincial Park ligger nere i en dal som går i nord-sydlig riktning. Runt Epsom Provincial Park är det mycket glesbefolkat, med 3 invånare per kvadratkilometer.. Närmaste större samhälle är Ashcroft, 16,9 km norr om Epsom Provincial Park.
I omgivningarna runt Epsom Provincial Park växer i huvudsak barrskog.